# 神奈川県立橋本高等学校
神奈川県立橋本高等学校（かながわけんりつ はしもとこうとうがっこう）は、神奈川県相模原市緑区橋本八丁目に所在する公立の高等学校。歌人の俵万智が国語科の教師として在職時に、校名を短歌に詠み込んだことでも知られる。

## 設置学科
- 普通科

## 沿革
- 1978年　開校

第一期の募集定員：4学級180人に対して、志願者は全員学区内の188人。
県内の平均競争倍率は1.16倍、例年新設校の倍率が高くなる傾向の中では低率の1.04倍であったが、県央学区15校の中では平均値である。
「学年が揃う迄の空き教室を効率的に利用する」という県の方針に従って、初年度は前年に開校した同県立城山高等学校に間借りしていた。開校と同時に建設着手された校舎は翌年春に完成した。1980年度には新設の同県立大沢（現･相模原総合）高等学校生が1年間本校舎で学んだ。

## 学園祭
- 「欅翔祭」と呼ばれ、毎年9月に行われている

## 特色
- 体育の授業に剣道（男子）居合（女子）を週に1時間（3時間中）組み入れ、武道教育を学校生活の基礎に置いている。
- 韓国・蚕室高校、米国アラスカ州・レイスロップ高校と姉妹校提携をしている。

## 著名な関係者

### 教諭
- 梶川信行（国文学者、元教諭）
- 俵万智（歌人、元教諭）
  - 「万智ちゃんを先生と呼ぶ子らがいて神奈川県立橋本高校」という短歌を発表している。

### 卒業生
- 冨永愛 - ファッションモデル
- 蒼井そら - 元AV女優
- 大瀧彩乃 - スタイリスト、元アイドル
- ひとりでできるもん - ダンサー

### 中退
- 真木ことみ - 演歌歌手

## 交通
- JR横浜線相原駅より徒歩12分
- JR横浜線橋本駅より徒歩16分